# Linda Harrison
Linda Harrison (Berlin, Maryland, 26 de julio de 1945) es una actriz y modelo estadounidense reconocida por su interpretación de Nova en  la saga El planeta de los simios: El planeta de los simios (1968) y  Regreso al planeta de los simios (1970).

## Biografía

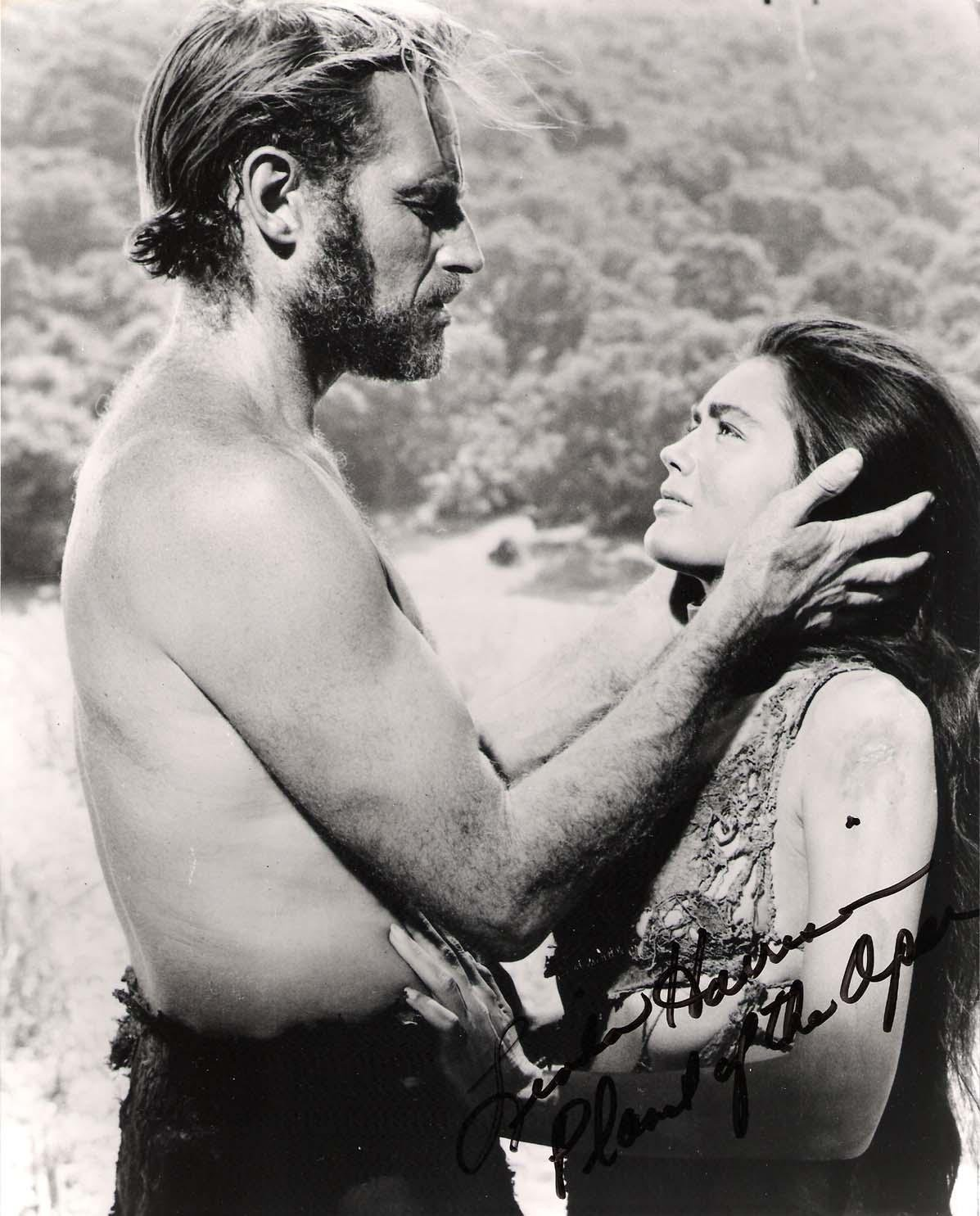
Linda Harrison como Nova junto a Heston interpretando a Taylor en el film (1968) El planeta de los Simios

Linda Harrison nació en el Estado de Maryland en 1945, de notable belleza morena y ojos muy expresivos, trabajó como modelo y fue participante de concursos de belleza ganando un título de Miss Estados Unidos en 1965 en Long Beach, California. Durante el desarrollo de dicho concurso, Harrison "fue descubierta" por un cazatalentos de la 20 Century Fox  y le propuso convertirse en actriz firmando un contrato por 7 años.
Tras aparecer con roles menores en algunas series y comedias americanas en 1966. Saltó a la fama gracias a su papel de "Nova", la primitiva humana muda que acompaña al coronel Taylor (Charlton Heston) en la popular película El planeta de los simios (1968) y en su secuela Regreso al planeta de los simios (1970), donde sólo pronuncia una palabra en forma de exclamación, célebre en la historia del cine fantástico: "Taylor!".
En las pruebas y rodajes de ensayo conoció a Richard D. Zanuck, un productor con quien estableció una relación sentimental. Inicialmente Harrison iba a interpretar a Zira, la doctora; pero el papel recayó en Kim Hunter y Heston dudaba un tanto de conferir el papel de Nova a Harrison debido a su timidez; pero Heston gentílmente colaboró con Harrison para establecer una química entre los dos personajes,  Taylor y Nova que traspasó la pantalla; en el segundo film comparte estelaridad con James Franciscus.
En 1967, Harrison calificó un casting para interpretar La Mujer Maravilla, una de los primeros intentos de TV, pero la serie no prosperó.
En 1969, Harrison contrajo matrimonio con Zanuck y tuvieron dos hijos: Harrison y Dean Zanuck nacidos en 1971 y 1972 respectivamente. La pareja se divorció en buenos términos en 1978.
Participó también en un cameo de la nueva versión de la saga El planeta de los simios de Tim Burton, en 2001 en conjunto con Charlton Heston en una de sus últimas apariciones en vida. Otras participaciones destacables las realizó en los films Aeropuerto 75, Cocoon y Cocoon: el regreso realizadas por Zanuck.
Fue premiada con el trofeo de la María Honorífica otorgado por el Festival de Cine de Sitges (España), en mérito a su trayectoria en el cine fantástico en 2008. Actualmente reside semirretirada en su hogar en Maryland.